# Steen Karlsen
Steen Karlsen (født i 1960 i Frederikshavn) er kunstmaler og uddannet som skibsbygger.
Steen Karlsen er uddannet på Frederikshavns Værft A/S i 1981 som skibsbygger, og kom et års tid på tegnestue hos Ørskov Stålskibsværft, hvor han arbejdede indtil feb. 2003.
De 23 års beskæftigelse med skibstegning og værftsindustri har sammen med naturen og livet omkring Frederikshavn også inspireret Steen til sin nuværende metier som kunstmaler.
Steen Karlsen har malet og tegnet i hele hans liv. Men i 1999 tog Steen springet og udstillede for første gang offentligt, et stort spring for den generte og private kunstmaler. Dengang var det næsten udelukkende naturalistiske motiver han malede.
Efterhånden fik maleriet mere og mere fat i ham og han begyndte at eksperimentere, og fik større seriøsitet omkring maleriet, hvilket har bevirket at udtryksformen i dag er abstrakt, men med mange genkendelige penselstrøg.
I dag er levevejen udelukkende maleriet, og han har efterhånden solgt malerier til både private, det offentlige, virksomheder, kunsthandlere og kunstforeninger i hele Danmark. Desuden har han solgt til en del udenlandske kunder i hele Europa, Asien og USA.
På alle Steen Karlsens malerier findes der hans personlige signatur, nemlig de 2 små blå personer med hvidt hoved. Signaturen stammer fra en tidligere serie malerier han kaldte for “Familiebilleder” hvor det var personer med blå kroppe og hvide ansigter der var gengivet i forskellige situationer. Efterhånden blev personerne skubbet lidt til side og endte med at være bitte små, og de befinder sig nu på alle hans malerier.
Beskuerens generelle bemærkning er at man bliver i godt humør og føler glæde ved at se på billederne og det skyldes de altid glade og venlige farver og motiver.
Steen Karlsen har leveret malerier til USAs tidligere præsident Bill Clinton og vicepræsident Al Gore.

## Musikalske Penselstrøg
Fra 2008 til 2011 har han arbejdet på en serie billeder kaldet ”Musikalske Penselstrøg” som udstilledes i København i januar 2011. Serien er inspireret af danske sange af Allan Olsen, Benny Andersen og Johnny Madsen.
Han er gift med Gilda og sammen har de sønnen Frederik Karlsen. Steen er endvidere stedfar til Sonny, Camilla og Ditte.